# Venčasta sifaka
Venčasta sifaka (znanstveno ime Propithecus diadema) je ogrožena vrsta sifake, enega od lemurjev, endemičnih v nekaterih deževnih gozdovih na vzhodnem Madagaskarju. Skupaj z indrijem je ta vrsta ena od dveh največjih živečih lemurjev s povprečno težo 6,5 kg in skupno dolžino odraslega osebka približno 105 centimetrov, polovico tega predstavlja rep. Russell Mittermeier, eden od sodobnih strokovnjakov za lemurje, opisuje venčasto sifako kot »enega najbolj barvitih in privlačnih od vseh lemurjev«, ki ima dolgo in svilnato dlako. P. diadema je znana tudi po malgaških imenih simpona, simpony in ankomba joby. Izraz venčasta sifaka se uporablja tudi kot skupinska oznaka vrste, ki je prej vključevala štiri različne podvrste.

## Opis
P. diadema se zlahka razlikuje od vseh drugih vrst lemurjev po značilnih oznakah in veliki fizični velikosti. Celotna dlaka je zmerno dolga, svilnata in bujna. Dolgo belo krzno, ki obdaja njegov gobec in prekriva lica, čelo in brado, ustvarja diadem ali videz venca. Njegove oči so rdečkasto rjave barve, gobček je kratek, obraz pa je gol z obarvanjem od temno sive do črne barve. Temenski kožuh je prav tako precej črn in pogosto sega do tilnika. Dlaka na zgornjem delu hrbta in na ramenih sta skrilasto sivkasta, spodnji del hrbta pa je svetlejše barve in pridobi srebrnast videz. Boki in rep so bolj bledo sivi, včasih celo beli, kot velja za trebušni kožuh. Roke in noge so popolnoma črne, medtem ko so roke, noge in dno repa rumenkasto zlate barve. Samo samec je obdarjen z veliko kožno žlezo na zunanjem središču grla, ki je običajno rdečkasto rjava.

## Razširjenost in habitat
Venčasta sifaka je eden najbolj razširjenih članov rodu Propithecus, čeprav dokončno kartiranje njenega območja ni bilo opravljeno. Vrsta se pojavlja na nadmorski višini od 200 do 800 metrov v večjem delu nižinskih gozdov vzhodnega Madagaskarja in od 800 do 1550 metrov v delih subhumidnih gozdov gorskega Madagaskarja. Ti dve ekoregiji sta bili označeni kot ekoregija Global 200, ena najpomembnejših regij na svetu za ohranjanje. Geografsko se območje razteza vsaj do reke Mananara na severu do rek Onive in Mongoro na jugu. En sklop raziskovalcev je zabeležil klinično variacijo med Propithecus diadema in Propithecus edwardsi v skrajnem južnem delu območja. Kot pri vseh Indriidae sta se ta vrsta in njen celoten rod razvila na otoku Madagaskar neodvisno od drugih vrst celinske Afrike.
V južnem osrednjem Madagaskarju so odkrili nenormalno izstopajočo populacijo P. diadema; člani te populacije kažejo vrsto različnih barvnih oznak, vključno z vsaj enim opazovanjem popolnoma črnega lemurja. Analize DNK niso dale doslednih rezultatov glede tega ali naj ta skupina posameznikov predstavlja novo vrsto. Znanstveniki so se odločili, da bodo to izstopajočo skupino razvrstili kot P. diadema, dokler nadaljnje raziskave ne upravičijo določitve ločene vrste.
Posebne lokacije za opazovanje venčaste sifake so narodni park Mantadia (približno tri ure vožnje od glavnega mesta Antananarivo) in v gozdovih Tsinjoarivo.

## Vedenje
Venčasta sifaka tvori skupine, ki so običajno od dva do deset posameznikov, ki lahko vključujejo več odraslih samcev in samic. Vsaka četa brani izključno domače ozemlje od 25 do 50 hektarjev z uporabo teritorialnega označevanja perimetra z vonjem tako samcev kot samic. Čeprav venčasta sifaka močno brani ozemlje skupine pred drugimi člani iste vrste, si bo ozemlje delila z drugimi vrstami, kot sta rdečetrebušni lemur in navadni rjavi lemur. Domneva se, da P. diadema med patruljiranjem in iskanjem hrane prehodi največjo dnevno razdaljo glede na druge člane svoje družine, pri čemer doseže tipično potovalno razdaljo, ki presega 1,6 kilometra na dan. Da bi to dosegla, uživa prehrano z visoko vsebnostjo energije in raznoliko vsebnostjo rastlin, pri čemer vsak dan zaužije več kot 25 različnih rastlinskih vrst. Ta dnevni lemur dodatno popestri svojo prehrano tako, da ne uživa le sadja, temveč tudi nekatere cvetove, semena in zelene liste v razmerjih, ki se razlikujejo glede na letni čas.
Za velikega lemurja je venčasta sifaka precej atletska, saj je sposobna bočnega zračnega pogona do 30 kilometrov na uro, kar je posledica potiska mišične noge z navpičnega drevesnega debla. Možno je, čeprav ni dokazano, da se njegove močne zdravstvene lastnosti izboljšajo z velikim uživanjem dveh rastlin, ki vsebujeta visoke koncentracije alkaloidov. Ta vrsta je drevesna in le redko jo vidimo na tleh; poleg tega je navpični oklepnik in bočni skakalec.
Venčasta sifaka oddaja opozorilni klic, ki spominja na zvok »poljub-kihanje«, ko zazna kopenskega plenilca; edina kopenska plenilca sta fosa in nilski krokodil.
Spolna zrelost nastopi po dveh ali treh letih, samec dozoreva nekoliko počasneje kot samica. O vedenju pri parjenju je malo znanega; vendar se domneva, da je samica dovzetna za parjenje le nekaj dni na leto. Ker je samica dominantna, ima največji prispevek k izbiri partnerja. Kopulacija poteka poleti (okoli decembra), pričakovano število skotitev pa je en mladič na samico na leto.

## Vprašanja ohranjanja
Venčasta sifaka je na Rdečem seznamu IUCN razvrščen kot kritično ogrožen in uvrščen v Dodatek I CITES. Od leta 2002 se ocene populacije vrste gibljejo med 6000 in 10.000 osebkov. Primarna grožnja je zmanjšanje habitata zaradi selitve pridelave s strani domorodnih ljudstev. Ta grožnja je prisotna tudi v določenih narodnih parkih, ki so dovolj oddaljeni od središča vlade, da je uveljavljanje obstoječih nacionalnih zakonov, ki varujejo habitat P. diadema, problematično. Pritiski rasti prebivalstva v osrednjem in vzhodnem Madagaskarju povzročajo, da številni revni podeželski prebivalci iščejo preživetje tako, da zasedejo razpoložljiva gozdna zemljišča in se lotijo taktike požigalništva kot prvega koraka v spreminjajočem se sistemu pridelave. Donos takšne rabe zemljišč je običajno skromen, saj prinašajo majhne količine oglja, drv ali trave za pašo zebuja.

## Razvrstitev
Venčasta sifaka in tri druge vrste sifak tvorijo tesno skupino vrst znotraj rodu Propithecus. Ostale tri vrste so Milne-Edwardsova sifaka (Propithecus edwardsi), Perrierjeva sifaka (P. perrieri) in svilnata sifaka (P. candidus). Vse te vrste imajo bujne svilnate dlake in so močni skakalci. Podobne so značilnosti dolžine brejosti (štiri mesece), starosti spolne zrelosti, dominacije samic, pričakovane življenjske dobe (18 let) in nagnjenosti k sončenju, ko so raztegnjene na veji. Izrazito se razlikujejo po barvi in oznakah, razen po tem, da imajo na splošno popolnoma črne obraze.